# Chiesa di San Sebastiano (Caltanissetta)
La chiesa di San Sebastiano è un edificio religioso di Caltanissetta situato in piazza Garibaldi, di fronte alla cattedrale e alla fontana del Tritone. Fu costruita intorno al 1500 per il volere stesso della popolazione. Ha subito restauri e numerose modifiche.

## Descrizione
La facciata in stile eclettico fu progettata da Pasquale Saetta alla fine del 1800 che l'arricchì con colonne appartenenti a tutte e tre gli ordini classici: dorico, ionico e corinzio. Dispose le colonne doriche nello spazio inferiore, quelle corinzie in cima e le ioniche nella zona mediana.
La facciata è inoltre valorizzata da bifore e nicchie all’interno delle quali si trovano le statue dello scultore Biancardi che rappresentano i santi Pietro e Paolo e nella parte più alta san Sebastiano trafitto da frecce (in memoria del suo martirio). I colori originari della facciata erano celeste chiaro e rosso chiaro di evidente influenza spagnola. Il portale d'ingresso è sorretto da colonne gemelle, sormontate da un timpano triangolare, che si replicano al secondo ordine, arginato da una finestra bifora che illumina la navata; un timpano curvo chiude degnamente la facciata, la torre campanaria infine termina con una loggia a sezione poligonale.
Passando all’interno è possibile ammirare una statua lignea del Santo e una tela del pittore palermitano Tommaso Pollace, grande pittore palermitano. L'edificio è ad aula unica con volta a botte lunettata; sulle pareti fanno bella mostra semplici stucchi neoclassici e lesene  di ordine ionico.

## Opere
| Nome                    | Autore              |  |
| ----------------------- | ------------------- |  |
| Cristo Crocifisso       | Francesco Biangardi |  |
| Addolorata              | Francesco Biangardi |  |
| San Giovanni            | Francesco Biangardi |  |
| Maria Maddalena         | Francesco Biangardi |  |
| Sant'Alfonso di Liguori | Francesco Biangardi |  |
| San Biagio              | Francesco Biangardi |  |
| San Sebastiano          | Scipione Li Volsi   |  |

## Galleria di immagini
|  |  |
|  |  |